# ドミトリー・カザルリガ
ドミトリー・カザルリガ（Dmitri Kazarlyga、1971年7月12日 - ）は、カザフスタン出身の男性フィギュアスケートアイスダンス選手で、現在はフィギュアスケートコーチ兼振付師。1994年リレハンメルオリンピック、1998年長野オリンピックアイスダンスカザフスタン代表。1996年第3回アジア冬季競技大会優勝。パートナーはエリザベータ・ステコルニコワ。

## 経歴
エリザベータ・ステコルニコワとカップルを結成して1992-1993年シーズンより国際競技会へ参戦。1993-1994年シーズン、リレハンメルオリンピックに出場し、18位。結果は振るわなかったもののフィギュアスケート競技のカザフスタン選手として初めての出場であった。
1995-1996年シーズンには、ISUグランプリシリーズ（当時の名称はISUチャンピオンシリーズ）に参戦しスケートアメリカでは3位となった。1996年、ハルビンで行われた第3回アジア冬季競技大会で優勝し、同年の世界選手権でも自身最高位となる12位となったが、翌1996-1997年シーズンのスケートアメリカでの棄権以降は下降線を辿った。1997-1998年シーズン、2度目のオリンピックとなった長野オリンピックでは22位に終わった。直後の1998年世界選手権を最後にエリザベータ・ステコルニコワとのカップルを解消、のちに引退。引退後はアメリカを拠点にフィギュアスケートコーチ兼振付師として活動。

## 主な戦績
| 大会/年            | 1992-93 | 1993-94 | 1994-95 | 1995-96 | 1996-97 | 1997-98 |
| ------------------ | ------- | ------- | ------- | ------- | ------- | ------- |
| オリンピック       |         | 18      |         |         |         | 22      |
| 世界選手権         | 19      | 14      | 13      | 12      | 15      | 22      |
| アジア大会         |         |         |         | 1       |         |         |
| GPスケートアメリカ |         |         |         | 3       | 棄権    |         |
| GPスケートカナダ   |         |         |         | 5       |         | 6       |
| GPNHK杯            | 8       | 6       | 7       | 4       |         | 6       |
| GPスパルカッセン杯 |         |         |         |         | 6       |         |
| KSM                |         |         |         |         |         | 7       |
| スケートイスラエル |         |         |         | 3       |         |         |